# لامی دم‌دار
لامی دم‌دار(نام علمی: Canarium caudatum) نام یک گونه از سرده لامی‌ها است.